# Karpenisi
Karpenisi (grčki:  Καρπενήσι - Karpenísi) je grad u središnjoj Grčkoj. Karpenisi je glavi grad prefekture Euritanija. Karpenisi se nalazi u planinskom području, u kojem su obradive površine jedino u kotlinama.
Karpenisi leži u dolini rijeke Karpenisiotis (Καρπενησιώτης), pritoke rijeke Ahelos i Megdova. Planina Timfristos nalazi se sjeverno od grada i visoka je 2 315 m. Kotlinu grada zatvara druga planina s juga.
Pored Karpenisija izgrađena su skijališta s hotelima i restoranima, uključivo i  Montana Club.

## Rast stanovništva Karpenisija posljednjih decenija
| Godina | Stanovništvo | Promjena       |
| ------ | ------------ | -------------- |
| 1981   | 5,230        | -              |
| 1991   | 8,185        | +2,955/+56.50% |
| 2001   | 9,390        | +1,205/+14.72% |

## Zbratimljeni gradovi
- Asheville, SAD

## Vanjske poveznice
- Općina Karpenisi na stranicama GTP-a (engl.), (grč.)
- Vodič za turiste po Karpenisiju